# Ilse Despriet
Ilse Despriet (1980) is een Belgisch voormalig trampolinespringster.

## Levensloop
Despriet groeide op in Hulste en was aangesloten bij de Kuurnse Turnkring. Op tienjarige leeftijd maakte ze de overstap naar de trampoline en sloot ze aan bij Steeds in Form Ooigem.
In 2002 werd ze in het Russische Sint-Petersburg Europees kampioene op de dubbele mini-trampoline en op de Wereldspelen van 2001 in het Japanse Akita behaalde ze brons in deze discipline. Daarnaast won ze brons op het EK van 2004 in het Bulgaarse Sofia en behaalde ze een vierde plek op de Wereldspelen van 2005 in het Duitse Duisburg.
In 2005 werd ze voor de vierde maal Belgisch kampioene. Datzelfde jaar nam ze op de wereldkampioenschappen in het Nederlandse Eindhoven afscheid van haar sport met een nieuw wereldrecord. Dat resulteerde evenwel niet in een medaille doordat ze in haar eerste sprong de blauwe rand van een trampoline raakte, met een nulsprong tot gevolg.